# Tetrafluoruro di cerio
Il tetrafluoruro di cerio o fluoruro di cerio(IV) è il composto binario con formula CeF4. È l'unico alogenuro del cerio nello stato di ossidazione +4. In condizioni normali è un solido bianco insolubile in acqua. La struttura cristallina è isomorfa con quella di PrF4, TbF4 e UF4.

## Sintesi
Il tetrafluoruro di cerio fu ottenuto per la prima volta nel 1934 da Wilhelm Klemm e Paul Henkel trattando CeO2 o CeCl3 con fluoro ad alta temperatura.
Sintesi più recenti prevedono queste reazioni:
{\displaystyle {\ce {CeO2->[{} \atop {\ce {F2,~XeF2,~ClF3}}]CeF4}}}
{\displaystyle {\ce {CeF3->[{} \atop {\ce {F2~in~HF~liquido}}]CeF4}}} (HS)
Il tetrafluoruro di cerio si può ottenere anche per sintesi diretta o addizionando ioni F− a soluzioni di Ce(IV); in quest'ultimo modo cristallizza il monoidrato.

## Usi
Il tetrafluoruro di cerio è un composto relativamente stabile. È un tipico reattivo fluorurante, usato ad esempio per funzionalizzare apatiti, fullereni e idrocarburi, nonché per l'etching di silicio microporoso.